# Vanneau couronné
Vanellus coronatus
Vous lisez un « bon article » labellisé en 2025.
Espèce
Synonymes
- Charadrius coronatus
- Hoplopterus coronatus
- Stephanibyx coronatus

Statut de conservation UICN

 LC  : Préoccupation mineure
Le Vanneau couronné (Vanellus coronatus) est une espèce d'oiseaux limicoles appartenant à la famille des Charadriidae et au genre Vanellus. Il est répandu en Afrique de l'Est et en Afrique australe.
Décrit par Buffon en 1781, le Vanneau couronné tient son nom du cercle noir et blanc formé par ses plumes autour de sa tête. C'est un oiseau limicole d'assez grande taille, avec de longues pattes rouge vif, le ventre blanc et des ailes contrastées portant une large bande noire à l'extrémité lorsqu'elles sont déployées. Il est habituellement discret, grâce à son attitude silencieuse et au reste de son plumage de couleur sable qui lui permet de se fondre dans son environnement.
Très commun en Afrique du Sud et au Botswana, qui forment le cœur de son aire de répartition, il affectionne les paysages ouverts avec une végétation rase. Il peut changer de zone si l'herbe devient trop haute et préfère les espaces récemment brûlés, voire des parcs en zone urbaine, des terrains de golf ou des aéroports. Hors de la période de reproduction, il est grégaire et forme souvent des groupes de plusieurs dizaines d'individus.
Sa période de reproduction s'étend de juin à octobre, pendant le printemps austral. Il ne construit pas de nid mais couve dans une cuvette légèrement creusée au sol et garnie de débris végétaux et de petites pierres. Habituellement silencieux, le Vanneau couronné devient bruyant et agressif si un intrus s'approche du nid et met en place différents comportements pour éloigner les prédateurs, tels que des cris, une attitude menaçante, des attaques en piqué ou un simulacre de blessure.
Pour supporter des chaleurs extrêmes, les parents couvent en étant légèrement surélevés au-dessus de leurs œufs afin de se rafraîchir. Les poussins ne sont pas homéothermes dès la naissance et doivent eux aussi réguler leur température corporelle, en s'abritant à l'ombre ou en haletant.
En 2024, l'estimation du nombre de Vanneaux couronnés montre un léger déclin sur les trois dernières générations — soit environ 12 à 13 ans —, mais l'espèce reste très répandue, avec une aire de répartition vaste. Elle est classée comme une espèce de préoccupation mineure par l'Union internationale pour la conservation de la nature.

## Taxonomie

Illustration d'un Pluvier du Cap de Bonne-Espérance (Stephanibyx coronatus) issue des Planches enluminées d'histoire naturelle de Buffon.

Le Vanneau couronné est décrit par Georges-Louis Leclerc de Buffon dans son Histoire naturelle des Oiseaux en 1781, sous le nom de Pluvier couronné. Il est dessiné par François-Nicolas Martinet, sous la direction d'Edme-Louis Daubenton, pour accompagner le texte de Buffon dans le recueil Planches enluminées d'histoire naturelle,. En 1783, dans sa propre édition des Planches enluminées, le naturaliste néerlandais Pieter Boddaert ajoute un nom scientifique à l'espèce en suivant la classification de Linné : Charadrius coronatus. Le Vanneau couronné est aujourd'hui placé dans le genre Vanellus créé par Mathurin Jacques Brisson en 1830,.
Le Vanneau couronné compte deux sous-espèces selon la classification de référence du Congrès ornithologique international (version 15.1) : 
- V. c. coronatus (Boddaert, 1783), en Éthiopie, en Zambie, au sud-ouest de l'Angola, dans l'ouest du Zimbabwe et en Afrique du Sud ;
- V. c. demissus (Friedmann, 1928), en Somalie et dans le sud-est de l'Éthiopie.

Une troisième sous-espèce est parfois citée, V. c. xerophilus. Il s'agit d'une variation clinale de V. c. coronatus selon la classification de référence du Congrès ornithologique international (version 15.1).

### Noms
Son nom binominal combine Vanellus, tiré du latin vannus désignant un van, et coronatus qui signifie couronné. Il a pour synonymes Charadrius coronatus, Hoplopterus coronatus et Stephanibyx coronatus.
Il est appelé iHoye ou ititihhoya en zoulou et Nghelekele en tswana. En xhosa, il est connu sous les noms intlintiyoya ou igxiya. Igxiya est commun pour différentes espèces de Vanneaux et désigne aussi bien le Vanneau couronné que le Vanneau à ailes noires (Vanellus melanopterus),,.
En afrikaans, il est parfois appelé Kieweet, un nom qui imite son cri. Son nom fait référence à sa tête « couronnée » dans plusieurs langues : Diadeemkevit en néerlandais, Kroonkiewiet en afrikaans, Kronenkiebitz en allemand, Crowned lapwing en anglais et Abibe coroado en portugais.

## Description

### Dimensions et plumage
Le Vanneau couronné est un Oiseau limicole assez grand avec de longues pattes, qui pèse en moyenne 165 g, généralement un peu plus pour les mâles et un peu moins pour les femelles. Sa longueur totale est d'environ 30 ou 31 cm, le bec mesure environ 3 cm, la queue 8,5 cm, le tarse entre 6,5 et 7 cm et l'aile 19,5 à 20 cm,,. Le poids est assez constant tout au long de l'année, avec un pic vers juin-juillet — durant l'hiver austral — et au printemps, puis une baisse en été.
Le Vanneau couronné est un oiseau au plumage à la fois discret et contrasté. Son dos, ses ailes, les côtés de sa tête et sa poitrine de couleur sable se fondent dans la végétation. Une ligne noire sépare la poitrine du ventre et des sous-caudales blancs. Les pattes sont rouge vif et le bec est rouge avec la pointe noire ou brunâtre. L'espèce porte une couronne noire et blanche typique sur le sommet de la tête. L'iris est jaune en période de reproduction et brun-orange le reste de l'année,,. En vol, les ailes apparaissent contrastées, avec l'aisselle et la base de l'aile blanche et une large bande noire à l'extérieure formée par les rémiges primaires,,.
Le mâle et la femelle ont un plumage identique, mais les mâles sont plus grands, excepté pour le bec. Les juvéniles diffèrent des adultes par le sommet de leur tête chamois moucheté au lieu de blanc, le dos et le dessus des ailes festonnés de brun plus clair et les pattes jaunâtres au lieu de rouge,. Les juvéniles sont légèrement plus petits que les adultes et les mâles immatures sont plus grands que les femelles immatures. Seules la largeur et l'épaisseur du bec sont similaires entre juvéniles et adultes.
Il a un plumage assez similaire à celui du Vanneau terne (Vanellus lugubris) et du Vanneau à ailes noires (Vanellus melanopterus), mais il est légèrement plus grand et a les pattes et le bec plus vif. Sa couronne très caractéristique, ainsi que ses longues pattes rouges, le rendent facilement reconnaissable,.

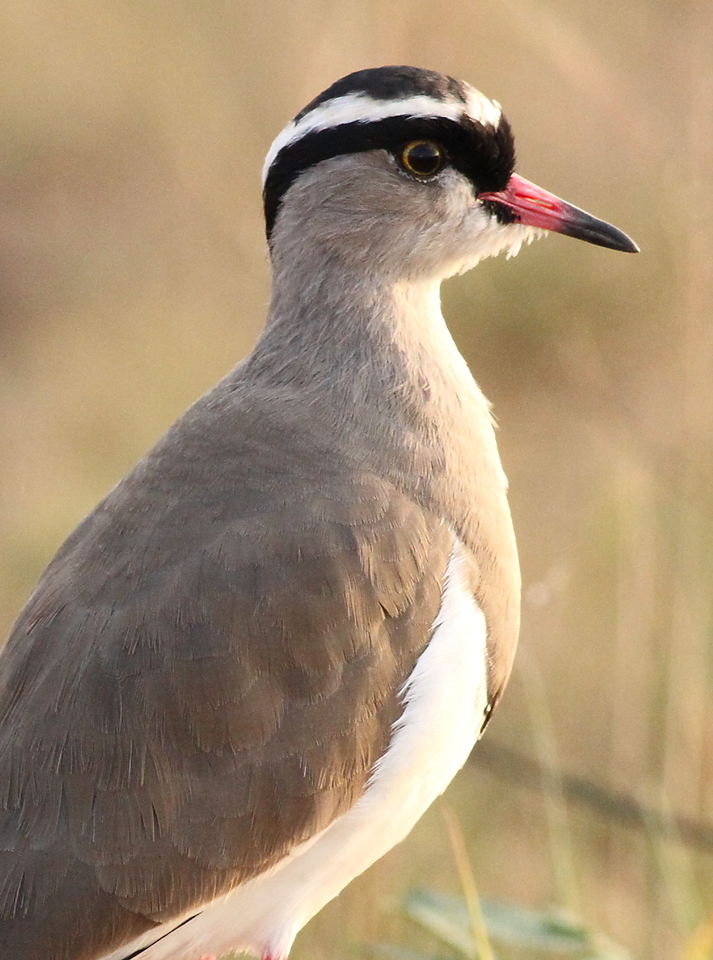
Détail de la tête d'un Vanneau couronné, avec sa couronne caractéristique.
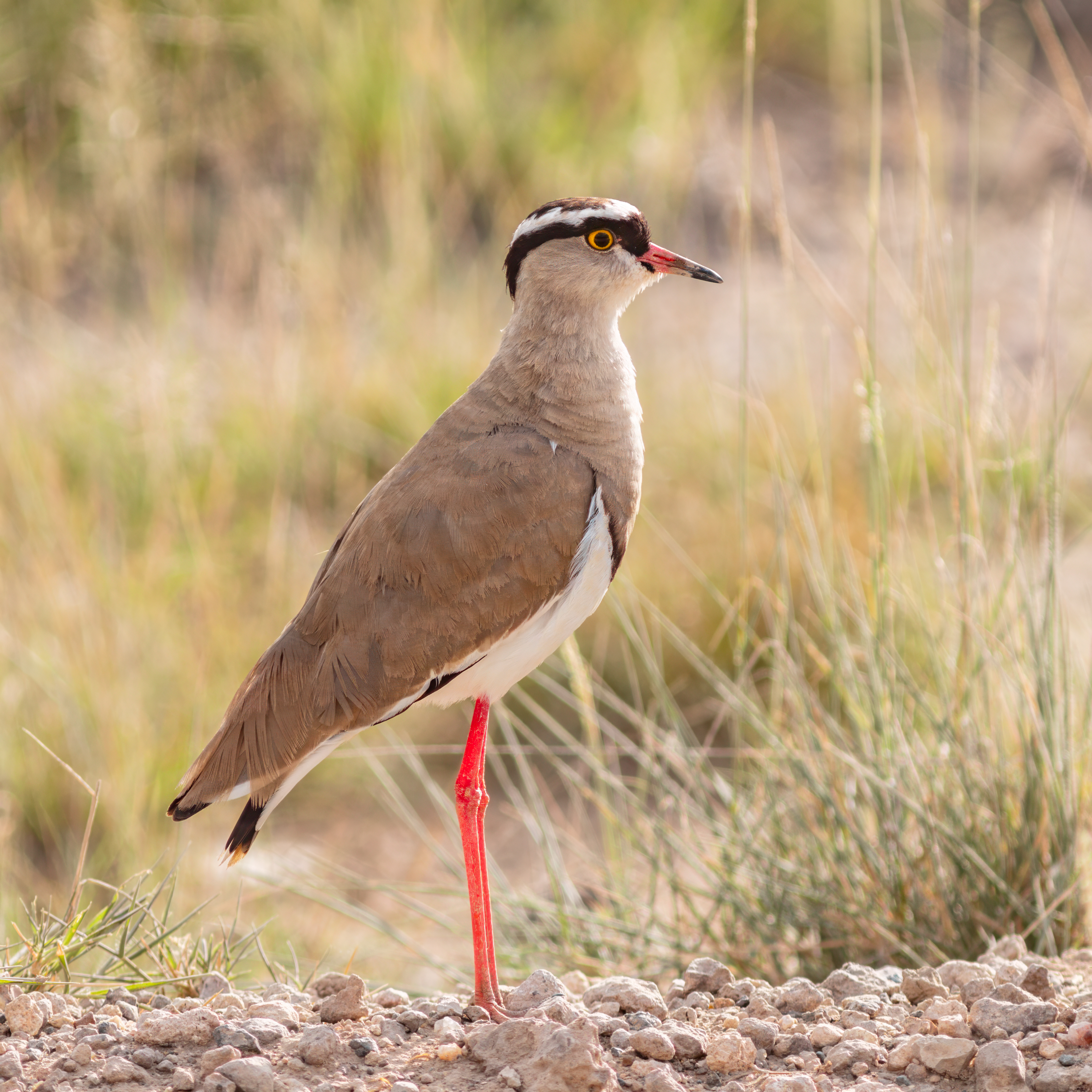
Un Vanneau couronné adulte au parc national d'Amboseli, au Kenya. Sa couleur sable le rend discret dans son environnement.
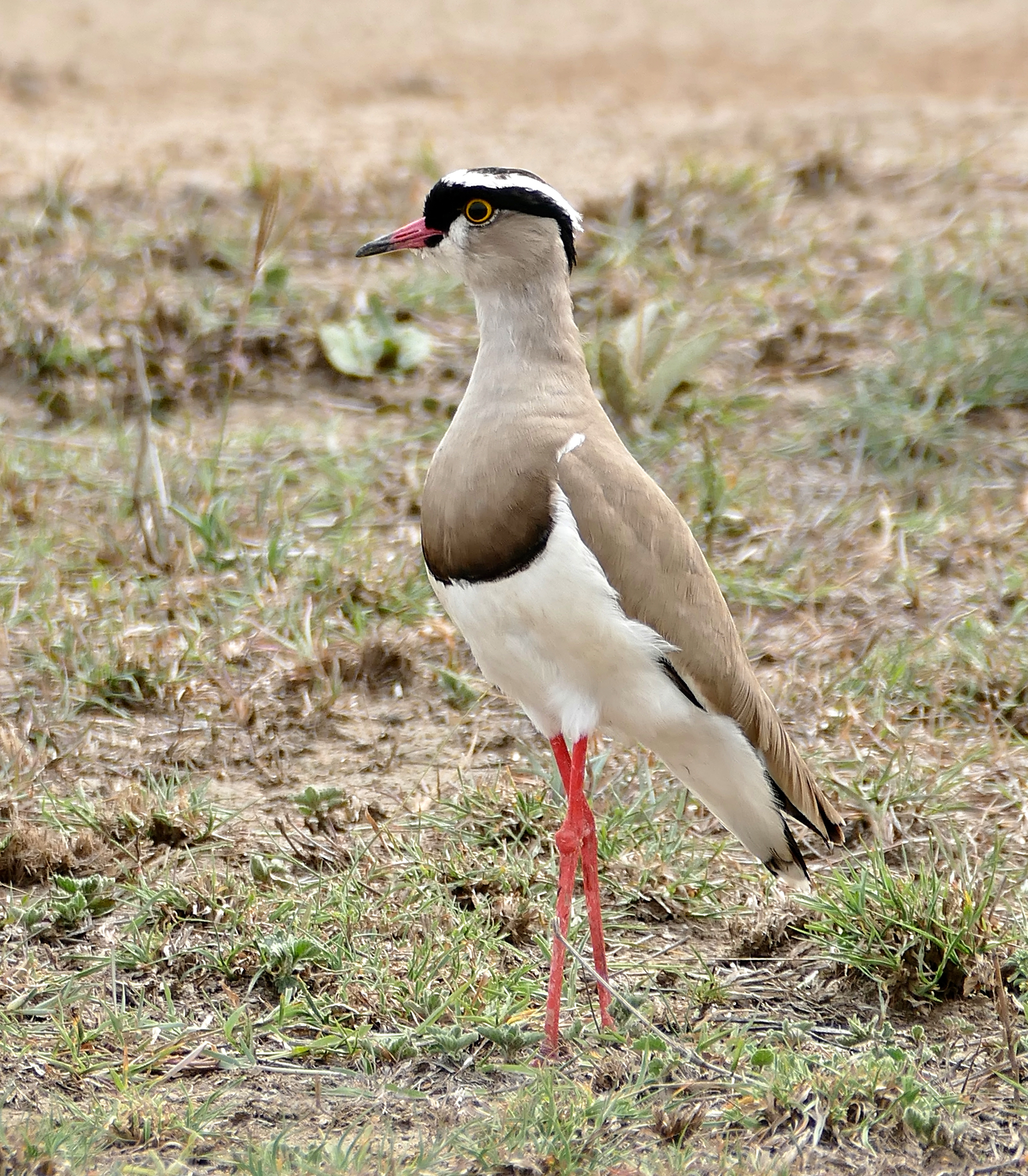
Un adulte photographié dans la réserve d'Hluhluwe-Umfolozi, en Afrique du Sud, avec en évidence la bande noire estompée qui sépare la poitrine sable du ventre blanc.
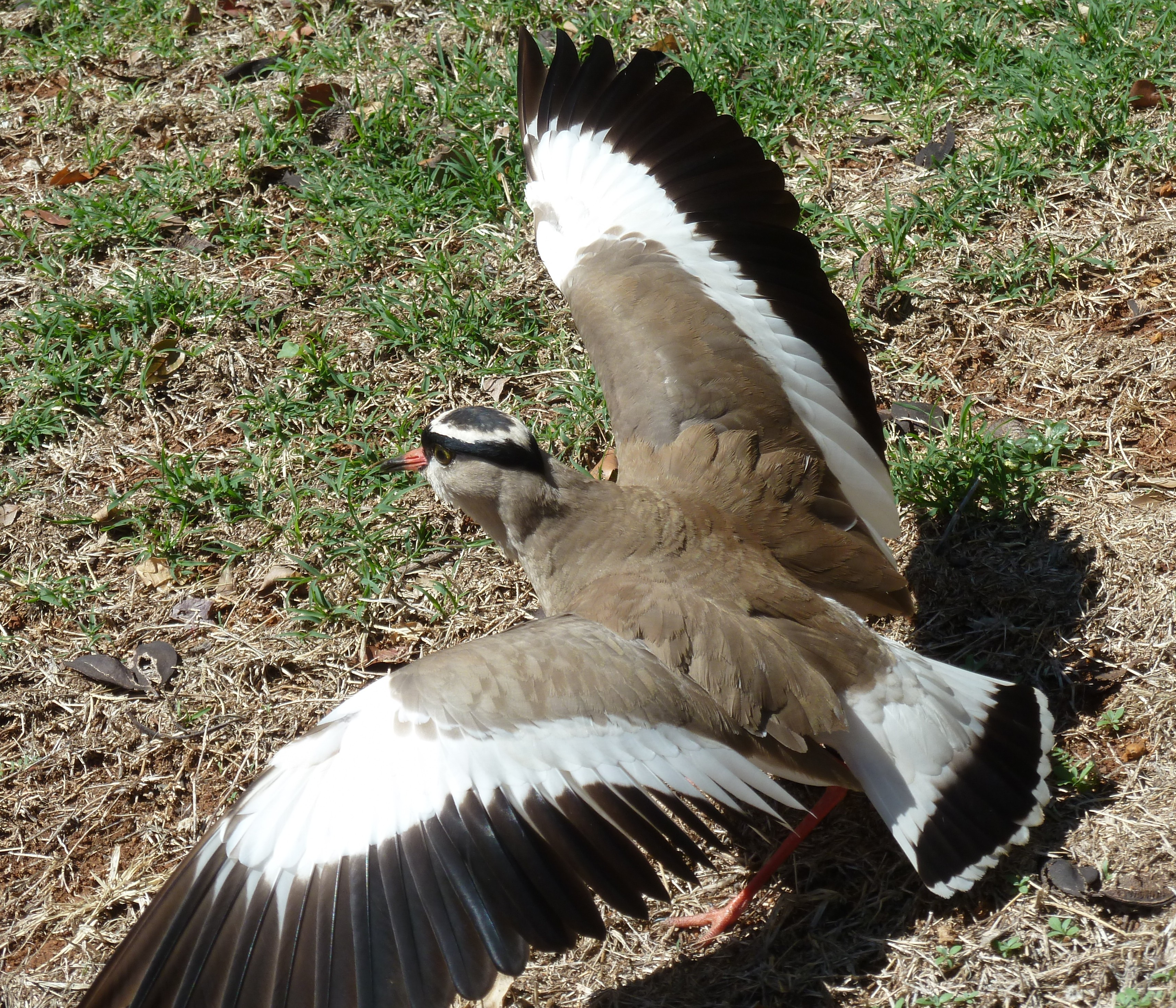
Les ailes, très contrastées, présentent une bande blanche au milieu et une bande noire à l'extrémité.
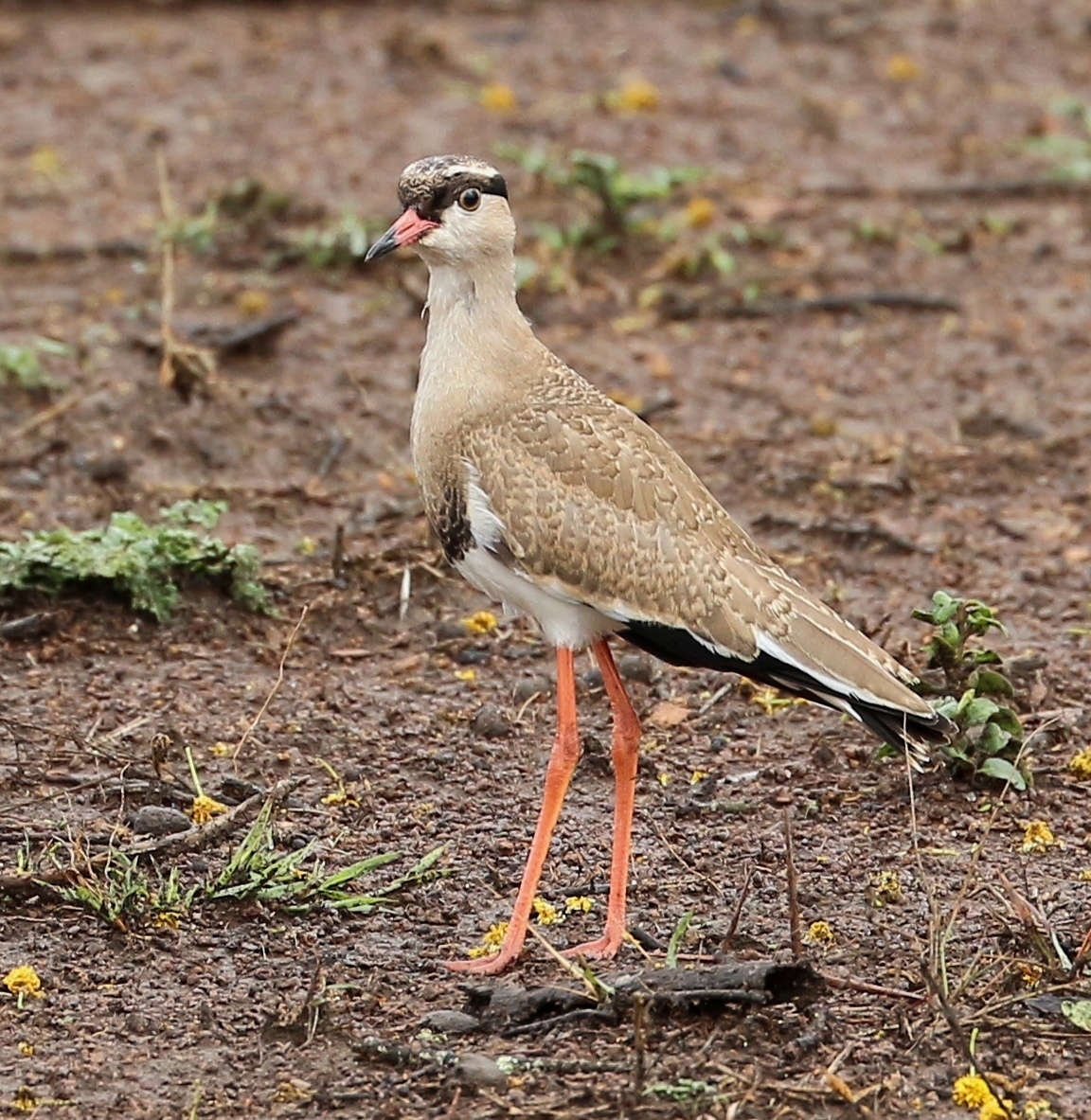
Un juvénile photographié dans la réserve de Zulu Nyala, en Afrique du Sud. Le dos et les ailes sont festonnés de brun clair et le dessus de la tête est plus terne que chez les adultes.

### Mue
La plus grosse partie de la mue a lieu durant l'été. Les plumes des mains se renouvellent en grande partie entre décembre et février puis restent en place durant le reste de l'année, tandis que le reste de l'aile, la queue, le cou et la tête se renouvellent tout au long de l'année, avec des pics estivaux. La mue demande un apport énergétique conséquent et elle a lieu à la saison où la disponibilité alimentaire est la plus élevée.

### Voix
Le Vanneau couronné émet un cri d'alarme d'abord peu sonore qui augmente si l'intrus reste à proximité, jusqu'à devenir un cri perçant en même temps qu'il attaque en piqué. Son cri, « kieweet », est souvent entendu la nuit. Il émet aussi des grincements, des « kree-kree-kreeip-kreeip » excités ou des jacassements en « tri-tri-tri-tri ».

## Distribution et habitat
- Aire de répartition, d'après les données de l'UICN (2024)

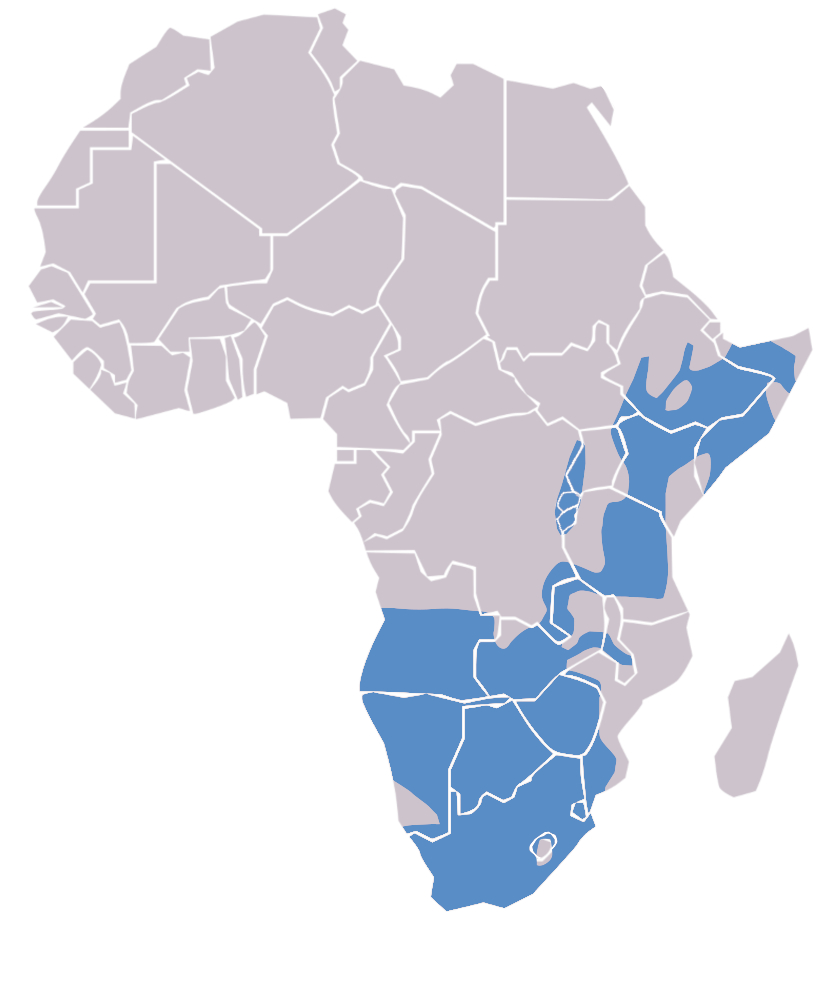
Aire de répartition, d'après les données de l'UICN (2024)

Le Vanneau couronné est un oiseau commun à très commun, à la fois comme résident et migrateur partiel. Il est répandu à toutes les altitudes jusqu'à 3 000 m,,. Son aire de distribution s'étend le long de l'Afrique de l'Est, de l'Éthiopie et la Somalie jusqu'au sud de l'Angola et l'Afrique du Sud, en passant par le Kenya,. Le Botswana et plusieurs régions d'Afrique du Sud, le Nord-Ouest, le Gauteng et l'État libre, forment le cœur de son aire de répartition. En revanche, il est quasiment absent des zones arides au sud-ouest de la Namibie et reste rare à l'ouest du Cap-Nord, au Lesotho, au Transkei et au sud du Mozambique. Il est absent des côtes au sud de Malindi et aux alentours du Lac Victoria.
Contrairement au Vanneau armé (Vanellus armatus) et au Vanneau à éperons (Vanellus spinosus), le Vanneau couronné vit de préférence dans des plaines d'herbe rase, dans la brousse, dans le chaparral ou dans des zones de savane ouvertes, et change d'endroit si l'herbe devient trop haute, préférant par exemple des espaces récemment brûlés et des terrains agricoles,. Il est principalement sédentaire mais peut effectuer de courtes migrations après la reproduction, pour rejoindre des zones plus sèches, et s'accommode de zones à faible pluviométrie tant que le manque d'eau n'affecte pas sa recherche de nourriture,. Il s'acclimate aussi aux banlieues urbaines et peut nicher dans des terrains de sport bien arrosés, des terrains de golf, des parcs et des aéroports,,. Certains couples ont même été vus nichant à proximité de rues fréquentées et des groupes s'abritent parfois à l'ombre des arbres dans des parcs urbains.

## Écologie et comportement

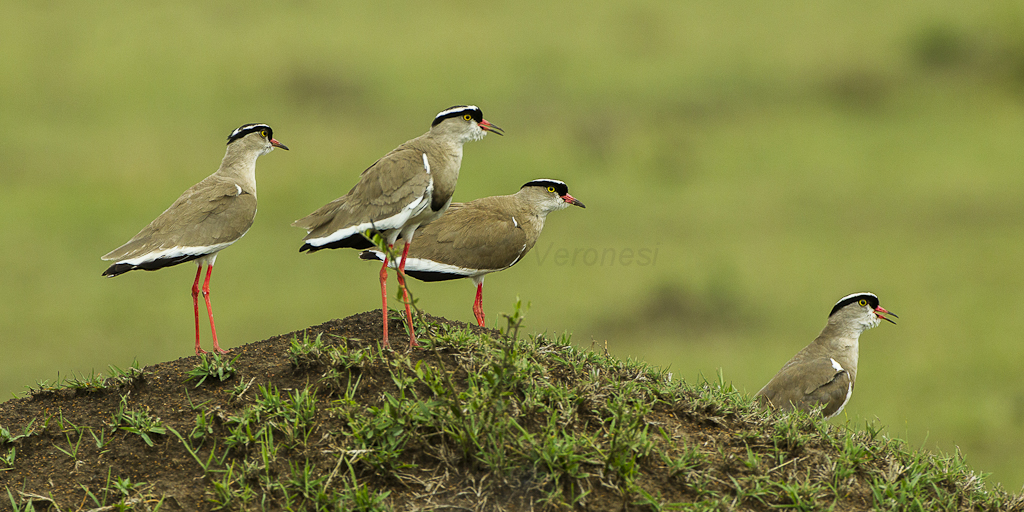
Le Vanneau couronné est fréquemment observé en groupe.

De la fin de l'été à l'hiver, hors période de reproduction, c'est une espèce grégaire qu'on voit souvent en groupes épars d'une vingtaine d'individus ou plus,. C'est un oiseau discret et camouflé, plutôt silencieux, qui alterne entre des petites courses rapides et des pauses où il reste immobile dans une posture verticale. Du fait de son habitat ouvert, sans végétation pour se cacher, le Vanneau couronné a une capacité très développée à repérer les prédateurs. Il peut venir en aide à d'autres espèces de Charadriidae lorsqu'il entend leurs cris d'alarme, en chassant les prédateurs.

### Alimentation
Le Vanneau couronné, comme le Vanneau à ailes noires et le Vanneau terne dont il partage l'aire de répartition et l'habitat, se nourrit en picorant ses proies au sol. Il peut se nourrir de nombreuses espèces d'insectes mais mange principalement des fourmis et des termites qu'il chasse en picorant à la surface, sans creuser le sol. Il se nourrit en majorité de termites, même dans les zones où ils sont peu disponibles, ce qui montre une certaine sélectivité. Les termites sont mangés en grande quantité et semblent préférés à d'autres proies car les oiseaux peuvent les trouver au même endroit chaque jour. Le Vanneau couronné trouve aussi des insectes dans les bouses de grands mammifères. Comme d'autres espèces de Charadriidae, il fait parfois trembler le sol avec ses pattes pour faire sortir des vers. Néanmoins les vers de terre sont plus rares dans le régime du Vanneau couronné, qui ne s'en nourrit qu'après la pluie.

### Reproduction
La saison de la reproduction s'étend au printemps avec des variations selon les endroits, de juin à septembre ou de juillet à octobre,. Certaines sources rapportent que le Vanneau couronné devient alors territorial, d'autres non. Des colonies éparses peuvent parfois se former et tous les membres de la colonie peuvent prendre part à la défense d'un nid.
Le nid est une cuvette légèrement creusée au sol, dans des espaces ouverts avec peu de végétation ou à proximité d'un arbre donnant de l'ombre, et garnie de végétation, de petites pierres et de débris,,,. Il peut y avoir plusieurs couvées échelonnées principalement d'août jusqu'à décembre. Il y a généralement 3 œufs, parfois 2 ou 4, pesant 17 g, qui se fondent dans l'environnement. Ils sont couvés pendant 21 à 30 jours ou 28 à 32 jours par les deux parents,,,,. Les parents qui défendent leur nid peuvent montrer trois types de comportements, que les ornithologues Mark et Kelly Brown classifient de la manière suivante :
- des comportements non-agressifs durant lesquels le parent s'éloigne du nid en rôdant ou en volant ;
- des comportements semi-agressifs, comme des cris bas et répétés, des hochements de tête, une attitude menaçante et une intimidation du prédateur à distance ;
- des comportements agressifs, comme des cris intenses, une aile faussement brisée ou une intimidation du prédateur à moins de dix mètres en déployant les ailes.

Les petits, dont le plumage leur permet de se camoufler, quittent le nid dès l'éclosion et sont surveillés par leurs parents,. À l'approche d'un intrus, ils se couchent au sol pour se cacher, pendant que les parents miment une blessure afin d'éloigner l'intrus. Il s'agit d'un comportement de protection très répandu chez les Charadriidae. Habituellement silencieux et discrets, les Vanneaux couronnés adultes deviennent agressifs et bruyants une fois que l'éclosion a eu lieu, notamment à l'approche d'un humain. Le Vanneau couronné est notamment « bien connu pour attaquer sans crainte et bruyamment les Chiens qui s'approchent de son nid ». 
Une génération dure environ 4,24 ans et l'âge maximum connu est de 15 ans.

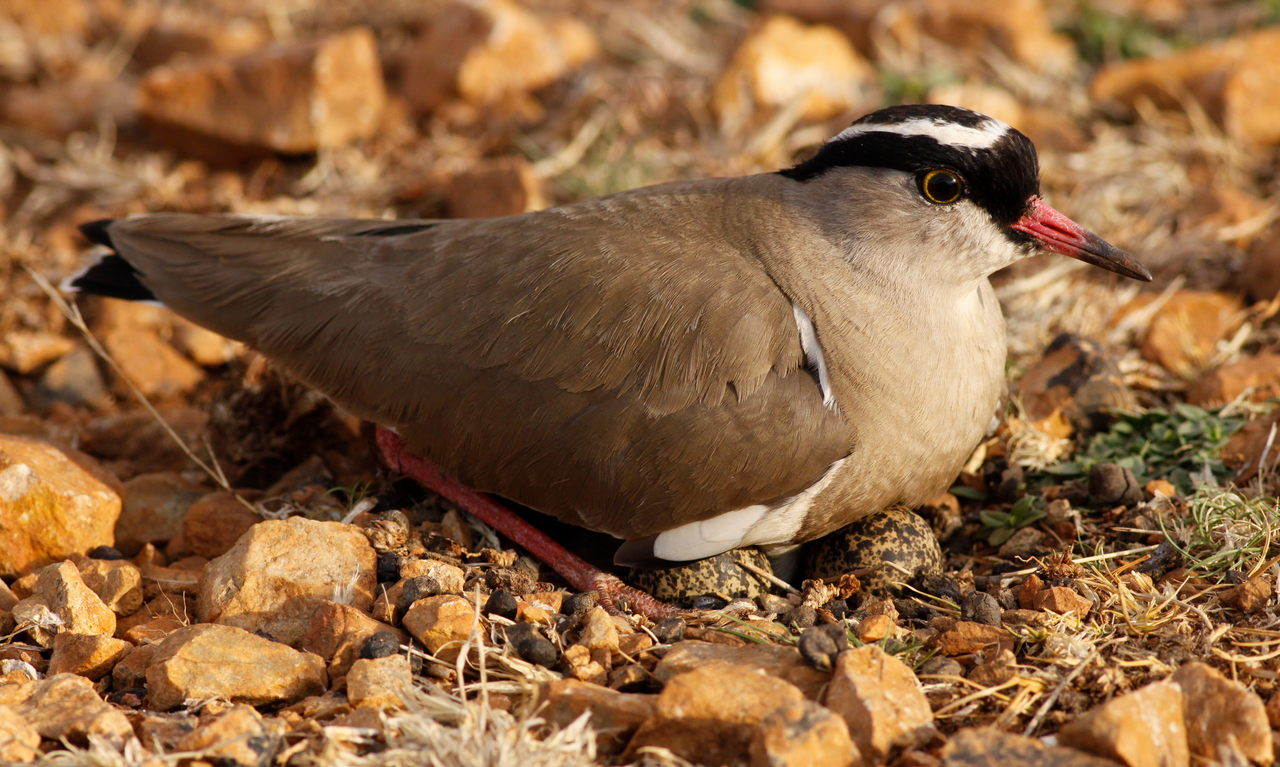
Les Vanneaux couronnés couvent en étant légèrement surélevés au-dessus de leurs œufs afin de réguler leur température.
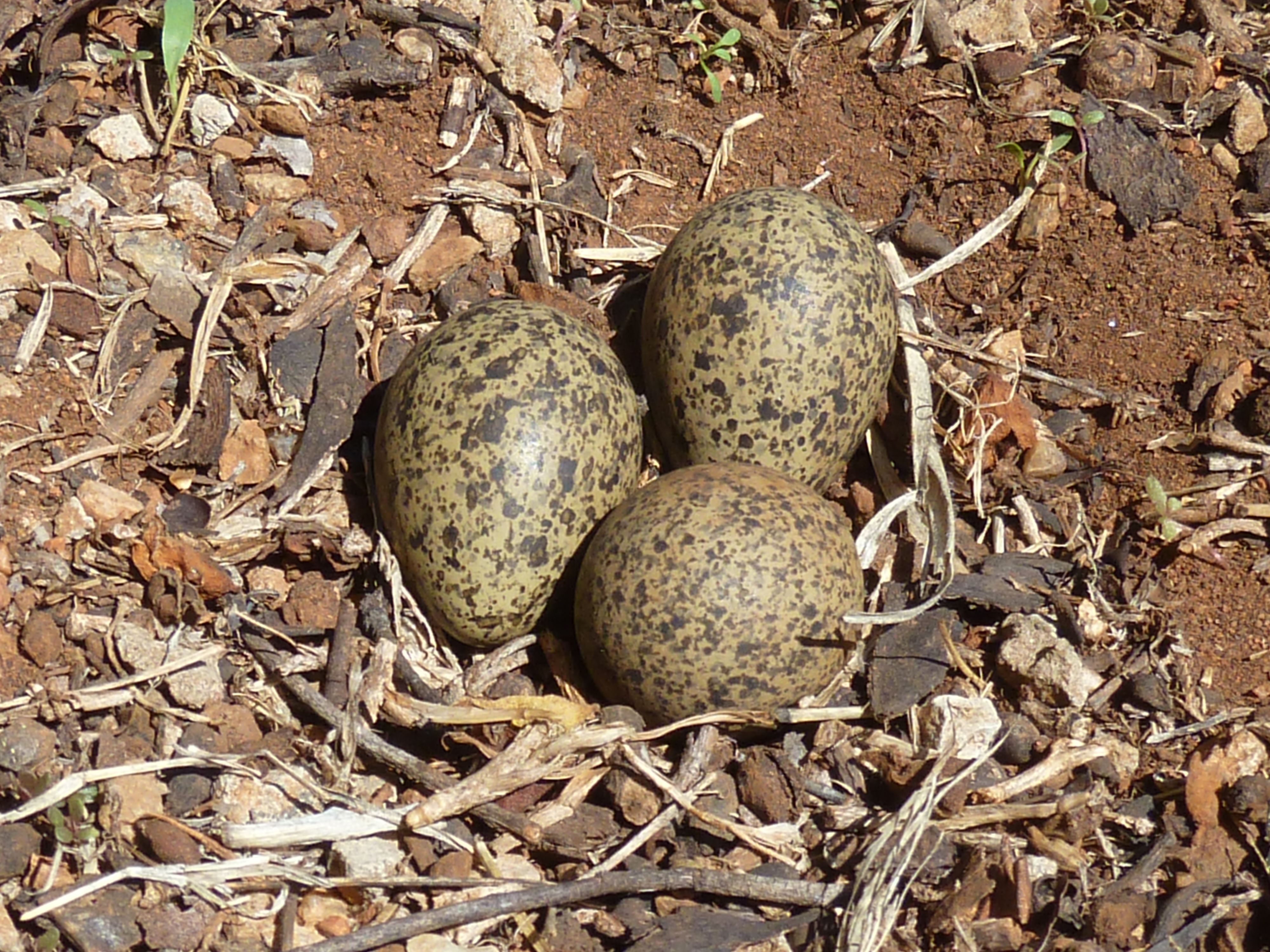
Les œufs sont couvés à même le sol.
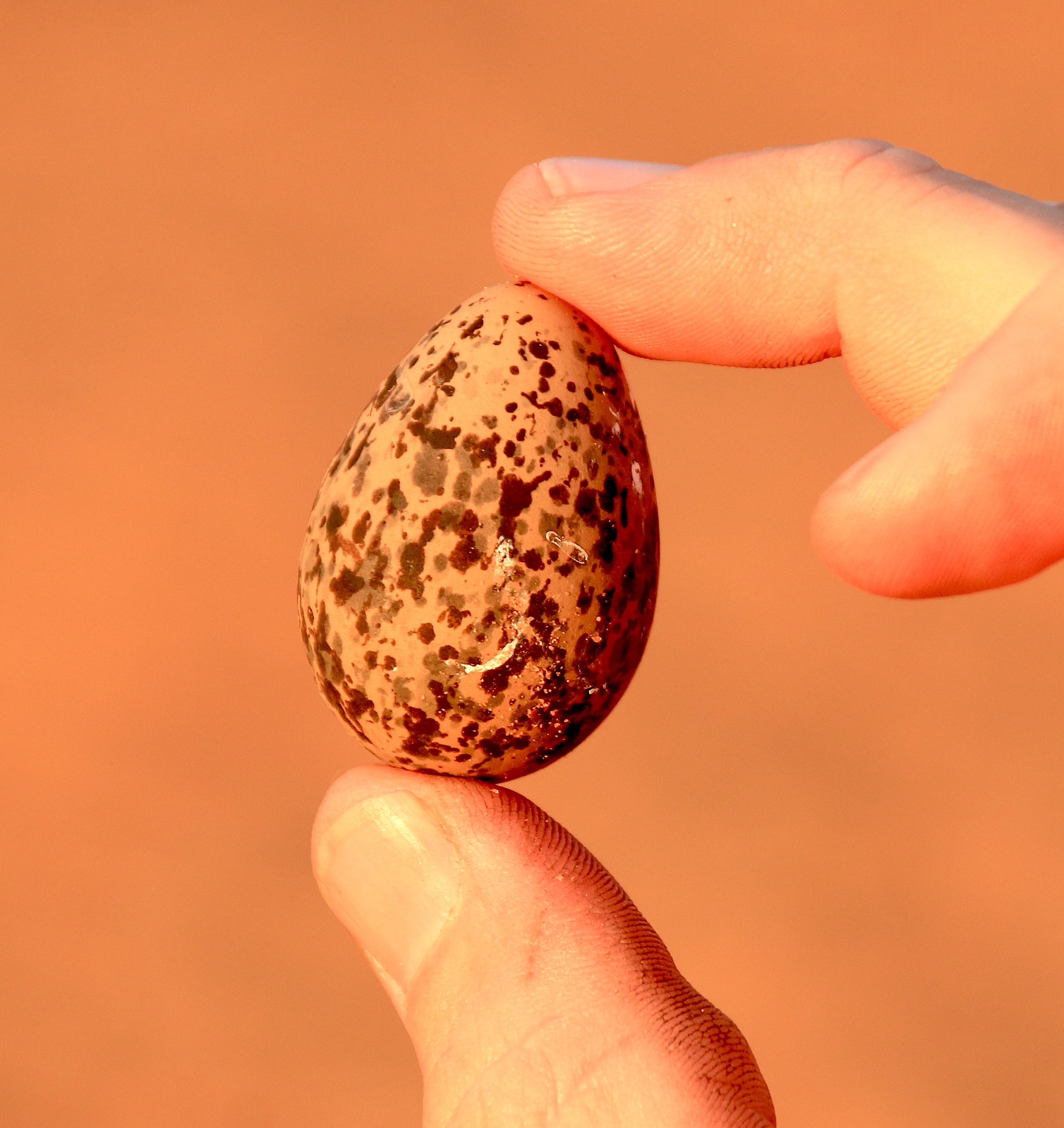
Détail d'un œuf.

### Thermorégulation

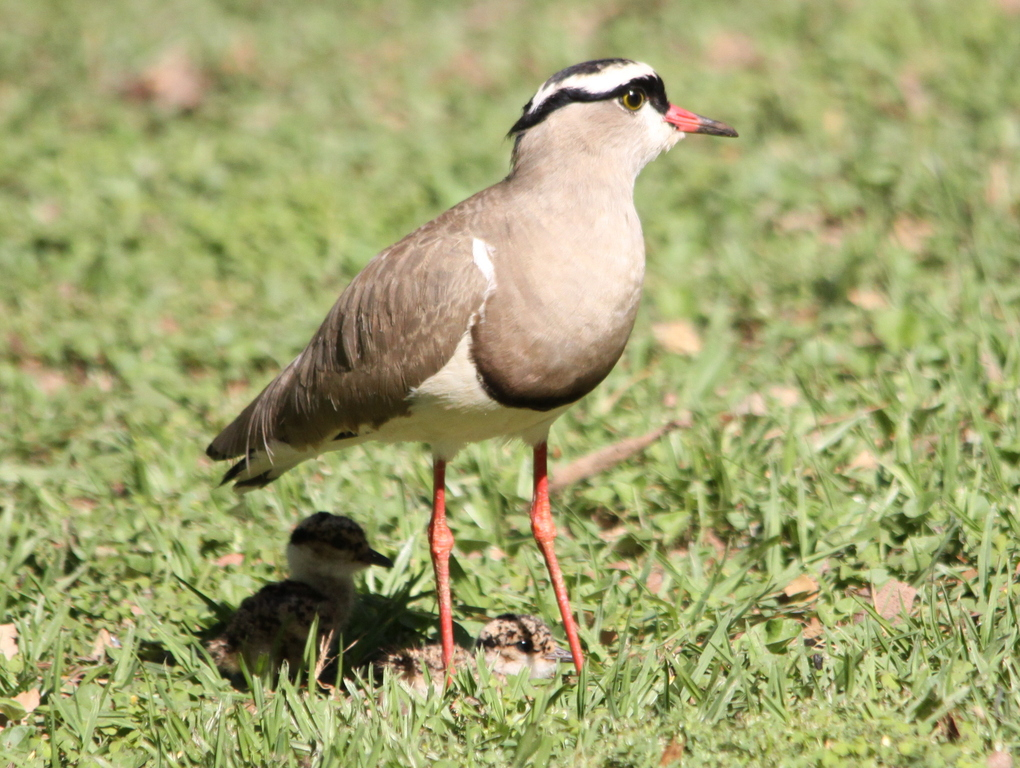
Les petits du Vanneau couronné ne sont pas immédiatement homéothermes à l'éclosion et doivent trouver des moyens de se rafraîchir.

Les Vanneaux couronnés nichent dans des espaces ouverts avec peu de végétation et doivent par conséquent supporter des températures très élevées, de même que leurs nids et leurs œufs qui se trouvent exposés directement au soleil. L'hyperthermie peut causer la mort de l'embryon et les oiseaux qui nichent dans des environnements chauds doivent par conséquent refroidir leurs œufs au lieu de les réchauffer.
Pour supporter des chaleurs extrêmes, les Vanneaux couronnés couvent leurs œufs d'une manière spécifique connue en anglais sous le nom de shading behaviour — qui peut être traduit en français par « comportement pour faire de l'ombre ». Ils chevauchent leurs œufs en étant légèrement surélevés, en appui sur leurs tibiotarses. Ce comportement n'a pas d'incidence sur la température des œufs mais permet de réguler la température de l'adulte par convection thermique,.
Les poussins deviennent homéothermes lorsqu'ils atteignent un poids d'environ 55 g. Avant d'atteindre ce stade, ils peuvent chercher à se thermoréguler en s'abritant à l'ombre ou en haletant.

## Effectifs, menaces et protection
Le Vanneau couronné a une aire de répartition très étendue et sa population est nombreuse, bien que l'estimation de 2024 montre un déclin léger sur les trois dernières générations — soit environ 12 à 13 ans, une génération durant 4,24 ans,. Il n'entre pas dans les critères pour être considéré comme une espèce en danger et est par conséquent classé en espèce de préoccupation mineure par l'Union internationale pour la conservation de la nature. Le nombre d'individus matures est estimé entre 293 000 et 717 000 en 2023.
Une étude menée dans la ville de Bloemfontein, en Afrique du Sud, a montré que le succès reproducteur y est moins élevé que dans des régions rurales comme le KwaZulu-Natal et le Cap-Oriental. En ville, les poussins sont plus souvent victimes de dérangements, de la prédation par les chats ou de collisions avec des véhicules.
Le débroussaillement, le surpâturage et la mise en jachère sont bénéfiques au Vanneau couronné et lui permettent d'étendre son aire de répartition. Pour le protéger, les habitats ouverts dont il est dépendant doivent être préservés. Il est inscrit à l'Annexe II de la convention de Bonn et dans l'Accord sur la conservation des oiseaux d'eau migrateurs d'Afrique-Eurasie,.

## Philatélie
Le Vanneau couronné apparaît sur quatre timbres de trois administrations postales différentes : le Botswana (1978), la Namibie (2002 et 2022) et la Tanzanie (1999).